# Dialeto baiano
O dialeto baiano ou baianês é um dialeto do português brasileiro, de origem na região Nordeste do país (na cidade de Salvador), e falado no estado da Bahia, além do sul de Sergipe e do extremo norte e nordeste de Minas Gerais, além de regiões limítrofes. Por vezes, pela semelhança, é confundido com o dialeto nordestino central que é falado no norte da Bahia e em parte dos outros estados do Nordeste. 
O dialeto baiano é classificado como um dialeto brasileiro meridional (juntamente com o fluminense, o mineiro e o sertanejo) com características intermediárias entre os dois grupos, enquanto o Dialeto Nordestino, Recifense, Costa Norte e Nortista são classificados como setentrionais.
Foi um dos primeiros dialetos eminentemente brasileiros. Sua formação deu-se graças a influência de Salvador, a primeira sede do Brasil Colônia, que abrigava a maioria das instituições administrativas do Brasil no período colonial, e por isto sempre sofreu influências de diversas ondas migratórias e contatos com diversos povos, desde europeus, até indígenas e africanos. Com o passar dos anos ganhou identidade própria e acabou influenciando na formação de alguns outros do país.
Atualmente é considerado um dialeto muito rico socioculturalmente, mas estigmatizado, principalmente pela mídia brasileira, que chega a ridicularizá-lo; em certas ocasiões. Todavia, tal como ocorre em outros lugares, o dialeto baiano é um dos elementos centrais da identidade baiana e motivo de orgulho para muitos baianos.
Tem como costume abreviar palavras e acabar criando outras com significado que pode ser até diferente do inicial. Oxe, que é uma abreviação de oxente, que também é uma abreviação de ô gente, perdeu significado original e hoje é utilizado para situações de não entendimento. Já opaió  é uma abreviação de olhe para aí, olhe, a palavra olhe é comumente abreviada para ó ou oi (pronunciada em ditongo aberto) e para é comumente abreviado para pá, juntando ó, pá, aí e ó, a palavra opaió surgiu.
Segue algumas palavras e expressões e o significado delas:
| Dialeto baiano   | Significado                                                     |
| ---------------- | --------------------------------------------------------------- |
| Buzu             | Ônibus                                                          |
| Mainha           | Mãe                                                             |
| Painho           | Pai                                                             |
| Aonde            | Advérbio de negação, também pode ser utilizado no lugar de onde |
| Pão de Sal       | Pão francês                                                     |
| Comer água       | Ingerir bebida alcoólica                                        |
| Grafite          | Lapiseira                                                       |
| Azeite doce      | Azeite de oliva                                                 |
| Ponta de grafite | Grafite                                                         |
| Lapiseira        | Apontador de lápis                                              |
| Colé             | E ai? Como vai?                                                 |
| Aipim            | Mandioca, macaxeira                                             |
| Passeio          | Calçada                                                         |
| Porreta          | Bom, excelente                                                  |
| Beiju            | Tapioca                                                         |
| Retado           | Depende do contexto, pode ser bravo ou muito bom                |

O alfabeto baiano também tem uma forma diferente de se pronunciar, letras como E, F, G, J, L, M, N, R, S se pronunciam respectivamente (de maneira informal): é, fê, guê, ji, lê, mê, nê, rê, si.[carece de fontes?]

## Fonologia

### Consoantes
| Ponto de articulação → | Labial            | Coronal                 | Coronal                        | Dorsal             | Dorsal        | Glotal                                    |
| Ponto de articulação → | Bilabial          | Alveolar                | Palato-alveolar                | Palatal            | Velar         | Glotal                                    |
| Modo de articulação ↓  | Bilabial          | Alveolar                | Palato-alveolar                | Palatal            | Velar         | Glotal                                    |
| Nasal                  | m (m)             | n (n)                   | ɲ (n)                          |                    |               |                                           |
| Oclusiva               | p (p) b (b)       | t (t) d (d)             | t (t) d (d)                    | c (t) ɟ (d)        | k (c,q) ɡ (g) | ʔ (início de palavras iniciadas em vogal) |
| Fricativa              |                   | s (c, ç, s, x) z (s, z) | ʃ (ch, s, x, z) ʒ (g, j, s, x) |                    |               | h (r) ɦ (r)                               |
| Aproximante            |                   |                         | j (i semivocálico) j̃ (nh)      | ɰ (u semivocálico) |               |                                           |
| Africada               | t͡s (tes) d͡z (des) | t͡ʃ (t, tch) d͡ʒ (d)      |                                |                    |               |                                           |
| Vibrante simples       | ɾ (r)             | ɾ (r)                   |                                |                    |               |                                           |
| Aproximante lateral    | l (l)             | l (l)                   | ʎ (l, lh)                      |                    |               |                                           |

#### Alofonesconsonantais
os alofones são fonemas que variam dentro de um mesmo dialeto e são percebidos de maneira equivalente pelos seus falantes. Entre os alofones presentes no dialeto baiano estão:
- /t͡ʃ / e /c/ antes de /i/, como em "antigamente";
- /d͡ʒ/ e /ɟ/ antes de /i/, como em "dígito";
- /s/, /z/, /ʃ/ e /ʒ/ em final de palavras, como em "dias";
- /s/ e /ʃ/ antes de consoantes surdas (c, f, k, p, q, s, t), como em "sexta";
- /l/ e /ʎ/ antes de /i/, como em "limão";
- /n e /ɲ/ antes de /i/, como em "animal";
- em algumas formas do dialeto, como no catingueiro,[11] o t antes de qualquer vogal possui alofonia com o /tʃ/ e o /c/, como na palavra muito, pronunciada muntcho.

### Vogais[12]
- /a/ (a);
- /e/ (e);
- /ɛ/ (e);
- /i/ (e, i);
- /o/ (o);
- /ɔ/ (o);
- /ʊ/ (o);
- /u/ (o, u).

## Gramática
Algumas peculiaridades gramaticais do português falado na Bahia são: a omissão do artigo definido antes de nome próprio com a função implícita e instintiva de diferenciar objetos, animais e coisas de pessoas e afins, poupando assim artigos que seriam desnecessários e em demasiado "artificialescos" (forçados, algo não natural, nem espontâneo), e acordo com os falantes dessa variação (p. ex.: "Maria foi à/na/pra feira" em vez de "A Maria foi à/na/pra feira") e a inversão da colocação da partícula negativa (p. ex.: "Sei não" em vez de "Não sei"). Essa peculiaridade influenciou alguns dialetos do Nordeste.[carece de fontes?]

## Variantes subdialetais
Para além da macro-zonalidade do baianês, há duas variantes principais deste dialeto que são:
- Soteropolitano ou do litoral-recôncavo: de dominância em todo o litoral e norte e oeste baiano, além de Sergipe.
- Zona do catingueiro ("sotaque baiano do interior"), falado basicamente na zona sul da caatinga e no sertão baiano. As principais características que compõem o catingueiro, são algumas letras que acabam sendo modificadas, como o "t" antes de qualquer vogal que possui alofonia com o /tʃ/ e o /c/ em algumas palavras, como por exemplo as palavras "muito", "respeito" e "oito", acabam sendo pronunciadas como "muntcho", "respetcho" e "otcho", e a letra "d" que em palavras como "NecessidaDe" e "IdaDe" com o "d" firme no dialeto nordestino, acabam virando "necessidadi" e "idadi" com um "d" mais fraco e mais suave no dialeto catingueiro, ao invés de "necessidadji" e "idadji" com um "d" palatal como é pronunciado no dialeto baiano e dialeto da costa norte.[13]